# Дикорастущие плодовые растения Армении
Возраст этнорастительных материалов на Армянском нагорье исчисляется 8-м
тысячелетием до н. э, а возраст ископаемых остатков культивируемых растений и их
сородичей, обнаруженных в процессе раскопок — 5-м тысячелетием до н. э.
Природа Армении чрезвычайно богата дикими сородичами культурных растений. Согласно археологическим исследованиям в древней Армении культивировались разные виды пшеницы, ячменя, ржи, проса, овса, чечевицы, гороха, бобов, арбуза, винограда, абрикоса, айвы, сливы, черешни, граната, персиков, яблок и многих других растений.
Наиболее вероятная область происхождения культурной пшеницы расположена на территории исторической Армении, близ современного города Диярбакыр в юго-восточной Турции.

## Виды диких плодовых растений
Дикие сородичи культурных растений представлены следующими
группами:

### Злаковые
- Пшеница — из немногих в мире диких видов пшеницы здесь растут 3 (пшеница беотийская (Triticum boeoticum), пшеница урарту (Triticum urartu) и пшеница араратская (Triticum araraticum)). Последние два вида впервые обнаружены в Армении и характеризуются внутривидовым разнообразием — более 110 разновидностей.
- Рожь — дикий однолетний и дикий многолетний виды. Известно, что произрастает Рожь Вавилова (Secale vavilovii).
- Ячмень — 8 диких видов с большим внутривидовым разнообразием. Большой интерес представляют дикий двухрядный и дикий луковичный виды. Произрастает ячмень дикий (Hordeum spontaneum).

- Эгилопс — близкий пшенице род, виды которого участвовали в образовании твердых и мягких видов. В Армении обнаружено 9 видов с большим внутривидовым разнообразием.

### Зернобобовые
В Армении обнаружены дикие виды фасоли (3), чечевицы (2), гороха (3) и баклы.

### Кормовые растения
В основном принадлежат к семействам бобовых и злаковых. Среди бобовых распространены: люцерна — 10, эспарцет и клевер — 30, горох — 36 видов и представители других родов, экотипов и форм. Среди злаковых произрастают и культивируются: пырей, овсяница, плевел, тимофеевка, костёр и др.

### Плодовоягодные

#### Деревья
В Армении в диком виде произрастают следующие растения: груша (17 видов), боярышник (11), рябина (10), слива (4) и миндаль (4), яблоня (3), абрикос, персик, айва, мушмула, вишня, черешня, орешник, фисташка туполистная (Pistacia atlantica subsp. mutica), хурма обыкновенная (Diospyros lotus»), шелковица белая ((тут белый) Morus alba), инжир (Ficus carica), грецкий орех (Juglans regia), кизил, лох.
Груши представлены следующими видами: тахтаджяна (Pyrus takhtadzhianii), фёдорова (Pyrus fedorovii), тамамшяна (Pyrus tamamschianae), зангезурская (Pyrus zangezura), сосновского (Pyrus sosnovskyi), айастанская (Pyrus hajastana), Pyrus voronovii, Pyrus theodorovii, Pyrus syriaca, Pyrus raddeana, Pyrus oxyprion, Pyrus nutans, Pyrus medvedevii, Pyrus elata, Pyrus complexa, Pyrus browiczii.
Миндаль: наирийский (Prunus nairica), фенцля (Prunus fenzliana) и ещё 2.

#### Кустарники
Плодовоягодными кустарниками Армении являются: виноград лесной (Vitis sylvestris), гранат обыкновенный (Punica granatum), клубника?, земляника?, ежевика, смородина и др.

### Огородно-бахчевые
Кроме культурных видов, в диком состоянии встречаются: арбуз колоцинт (Citrullus colocynthis), дыня, свекла, шпинат, морковь, кориандр, спаржа, чеснок, различные виды лука: лук акака (Allium akaka), лук красивосетчатый (Allium callidictyon), лук Дердериана (Allium derderianum), лук шероховатостебельный (Allium scabriscapum).

### Масличные
В диком состоянии произрастают: лён анатолийский (Linum anatolicum), лён сельджукский (Linum seljukorum), конопля, горчица, мак прицветниковый (Papaver bracteatum), мак восточный (Papaver orientale), мак малолистный (Papaver paucifoliatum) и другие виды, экотипы, формы.